# Обернцен
Обернцен (њем. Obernzenn) место је у њемачкој савезној држави Баварска. Једно је од 38 општинских средишта округа Нојштат ан дер Ајш-Бад Виндсхајм. Према процјени из 2010. у граду је живјело 2.729 становника. Посједује регионалну шифру (AGS) 9575156.

## Географски и демографски подаци
Обернцен се налази у савезној држави Баварска у округу Нојштат ан дер Ајш-Бад Виндсхајм. Град се налази на надморској висини од 376 метара. Површина општине износи 39,7 km². У самом граду је, према процјени из 2010. године, живјело 2.729 становника. Просјечна густина становништва износи 69 становника/km².